# Hybrid Theory (ep)
Hybrid Theory is een ep door Linkin Park, dat toen nog Hybrid Theory heette. Het is opgenomen en uitgebracht in 1999. Het was hun allereerste album.

## Achtergrondinformatie
Het album is genoemd naar hun toen huidige bandnaam en vanwege het feit dat het maar 6 nummers bevat, wordt het als een ep gezien. Er zijn maar 1.000 exemplaren van gemaakt en ze werden verstuurd naar verscheidene platenmaatschappijen. De rest ging naar de eerste leden van hun Streetteam.
Op 19 november 2001 werd de Linkin Park Underground opgericht, de exclusieve fanclub van Linkin Park. Het eerste pakket dat naar de leden werd gestuurd, bevatte een reissue van Hybrid Theory, met bewerkte tekeningen en een bericht van de band. Hierdoor wordt Hybrid Theory wordt gezien als de eerste versie van de LPU-cd's; Linkin Park Underground 1.0. De eerste 500 exemplaren van de cd zijn door elk van de bandleden gesigneerd.
De ep wordt te koop aangeboden op websites als eBay, dit is in de meeste gevallen echter een nepdruk. De herdruk is verkrijgbaar bij competities van de Linkin Park Underground en was ook voor een beperkte periode te koop op de website van de band.
De verschillen tussen de heruitgave en het origineel:
- Op de originele exemplaren zijn op de achterkant bij credits als producer Hybrid Theory genoemd. Bij de heruitgave staat Mike Shinoda als producer.
- Het origineel bevat in de tekeningen een citaat: "After eight months, she was sure of one thing: that the baby's future would be determined by the convergence of its divided past."
- Aan de binnenkant van het origineel staat een lijst van de bandleden. Daar staat basgitarist Kyle Christener ook op, de stand-in bassist. De heruitgave bevat een brief van Linkin Park aan hun fans en heeft andere tekeningen.
- De heruitgave heeft een aanzienlijke hogere kleur dan HTEP.

## Toekomstige verschijningen
Een demo getiteld "Dedicated (Demo 1999)", geschreven tijdens de opnamesessies, staat op de tweede jaarlijkse cd van de Linkin Park Underground. "Step Up" staat als B-kant op de single van "In the End". De liveversie van het nummer staat ook op de B-kant van "Somewhere I Belong". Daarnaast zijn samples van "Step Up" gebruikt op "Kyur4 th Ich", dat verschijnt op de remixalbum Reanimation. Het nummer "It's Goin' Down" van de X-Ecutioners in samenwerking met Joe Hahn en Shinoda bevat samples van zowel "Step Up" als "Dedicated". "It's Goin' Down" was het derde deel van een hiphopmedley dat de band tijdens liveshows speelde. Van deze drieluik zijn "Step Up" en "Nobody Listening" de andere twee delen. Een opname hiervan staat op de ep Linkin Park Underground 4.0. "High Voltage" is tijdens het opnemen van Hybrid Theory opnieuw opgenomen en geremixt, waarbij de songteksten lichtelijk veranderd zijn en het refrein anders is ingezongen. Deze versie "High Voltage (2000 Reprise)" getiteld, staat op de B-kant van "One Step Closer" en op de speciale editie van Hybrid Theory. In liveoptredens werd deze versie gespeeld in plaats van het origineel. De "Reprise" is opnieuw geremixt voor Reanimation. Naast deze versie zijn alleen "Step Up" en "And One" live uitgevoerd. "Part of Me" is uitgebracht op de compilatie-ep van de Linkin Park Underground Songs from the Underground.

## Tracklist
1. "Carousel" – 3:02
2. "Technique (Short)" – 0:40
3. "Step Up" – 3:58
4. "And One" – 4:34 (bevat een verborgen tussenstuk)
5. "High Voltage" – 3:31
6. "Part of Me"[1] – 12:41

## Band
| Lid                | Functie                  |
| ------------------ | ------------------------ |
| Chester Bennington | Leadzanger               |
| Rob Bourdon        | Drummer                  |
| Brad Delson        | Leadgitaar, Bassist      |
| Kyle Christner     | Bassist (Tijdelijk)      |
| Joseph Hahn        | dj, Scratching, sampling |
| Mike Shinoda       | Vocalen, MC, Sampling    |

## Overig
- Geproduceerd door Mike Shinoda.
- "Carousel" – Geschreven door Mike Shinoda, Joe Hahn, Brad Delson, Chester Bennington en Rob Bourdon. Geproduceerd en gemixt door Mudrock en Mike Shinoda.
- "Technique" (Short) – Geschreven door Mike Shinoda en Joe Hahn. Geproduceerd en gemixt door Mike Shinoda.
- "Step Up" – Geschreven door Mike Shinoda, Joe Hahn en Brad Delson. Geproduceerd en gemixt door Mike Shinoda.
- "And One" – Geschreven door Mike Shinoda, Joe Hahn, Brad Delson, Chester Bennington en Rob Bourdon. Geproduceerd en gemixt door Mudrock en Mike Shinoda.
- "High Voltage" – Geschreven door Mike Shinoda, Joe Hahn en Brad Delson. Geproduceerd en gemixt door Mike Shinoda.
- "Part of Me" – Geschreven door Mike Shinoda, Joe Hahn, Brad Delson, Chester Bennington en Rob Bourdon.Geproduceerd en gemixt door Mudrock and Mike Shinoda.
- 'Track 7' Geschreven, geproduceerd en gemixt door Mike Shinoda.
- Mastering door Pat Kraus.
- Kunstdirectie Mike Shinoda.
- Bas door Kyle Christener en Brad Delson.

Emily Armstrong · Chester Bennington · Rob Bourdon · Colin Brittain · Brad Delson 
Dave Farrell · Joe Hahn · Scott Koziol · Mike Shinoda · Mark Wakefield